# 藤田新策
藤田 新策（ふじた しんさく、1956年5月22日 - ）は、国内外の小説のカバーを数多く描いてきたイラストレーター。
静岡県出身。武蔵野美術大学視覚伝達デザイン学科卒。1980年代より活動を開始し、これまでに1000冊を超える小説を手がけている。
暗く、幻想的なタッチの装画、表紙画で有名。濃密で遠近感のある作品が多い。代表的な作品にスティーヴン・キング、江戸川乱歩、宮部みゆき、小野不由美、恩田陸、などの作品の装画などがある。他に、江戸川乱歩著「少年探偵シリーズ」全26巻、モーリス・ルブラン著「アルセーヌ・ルパンシリーズ」全20巻(ポプラ社)の児童文学の表紙や、ゲーム『SIREN』シリーズのパッケージイラストも手がけている。自作絵本には、『ちいさなまち』（そうえん社）、『らんぽ絵本 押絵と旅する男』（あすなろ書房）がある。
2022年2月、40年にわたる作品をまとめた初の作品集『藤田新策作品集　STORIES』が刊行された。

## 主な作品

### 装画
- スティーブン・キング - 『11/22/63』（文藝春秋）、『1922』（文春文庫）、『呪われた町 上下』（集英社文庫）
- ディーン・クーンツ
- ダン・シモンズ
- モーリス・ルブラン
- パム・M・ライアン
- グリム童話
- 江戸川乱歩
- 宮部みゆき - 『英雄の書』上・下(新潮文庫)、『模倣犯』1～5(新潮文庫)、『悲嘆の門』上・中・下(新潮文庫)、『ソロモンの偽証』1～6(新潮文庫)、『この世の春』上・中・下(新潮文庫)、『堪忍箱』(新潮文庫)、『孤宿の人』上・下(新潮文庫)
- 志水辰夫
- 小野不由美 - 『屍鬼 1～5』（新潮文庫）、『東亰異聞』（新潮文庫）
- 恩田陸 - 『月の裏側』（幻冬舎 / 幻冬舎文庫）
- 北林一光 - 『ファントム・ピークス』（角川書店 / 角川文庫）、『サイレント・ブラッド』（角川文庫）、『シャッター・マウンテン』（角川書店）
- 小池真理子 - 『墓地を見おろす家』（角川ホラー文庫）
- 折原一 - 『潜伏者』[1]
- たつみや章
- 倉阪鬼一郎
- 湊かなえ - 『境遇』（双葉社）
- 櫛木理宇 - 『避雷針の夏』（光文社）

### 自作絵本
- ちいさなまち
- 押絵と旅する男

### レコードジャケット
- 塩野健士
- 長谷川賢司
- あぶない放課後（サウンドトラック）

### ゲームパッケージ
- Forget me not パレット
- SIREN
- SIREN2